# アイム・ウィズ・ユー (レッド・ホット・チリ・ペッパーズのアルバム)
アイム・ウィズ・ユー (I'm With You) は、レッド・ホット・チリ・ペッパーズの10枚目のスタジオ・アルバム。

## 概要
前作の「ステイディアム・アーケイディアム」以来、5年ぶりのアルバムである。
今作からギタリストでジョシュ・クリングホッファーが加入。前作に引き続き、プロデューサーはリック・ルービンが担当。
本作は、ロサンゼルスのイースト・ウエスト・スタジオ、そしてマリブのシャングリ・ラ・スタジオでレコーディングされた。
アルバム・タイトルは、ジョシュが考案したとのこと。
アートワークは、イギリスの現代美術家、ダミアン・ハーストが手がけた。
イギリスでは初登場1位を記録し、バイ・ザ・ウェイ、ライヴ・イン・ハイド・パーク、ステイディアム・アーケイディアムに続く4枚目の1位となった。アメリカ、日本のオリコンチャートでは2位を記録した他、3か国ともそれぞれゴールド・ディスクを記録している。

## 収録曲
1. モナーキー・オブ・ローゼズ "Monarchy of Roses"　4:12
2. ファクトリー・オブ・フェイス "Factory of Faith"　4:21
3. ブレンダンズ・デス・ソング "Brendan's Death Song"　5:39
4. エチオピア "Ethiopia"　3:50
5. アニー・ウォンツ・ア・ベイビー "Annie Wants a Baby"　3:40
6. ルック・アラウンド "Look Around" 3:27
7. レイン・ダンス・マギーの冒険 "The Adventures of Rain Dance Maggie"　4:43
8. ディド・アイ・レット・ユー・ノウ "Did I Let You Know"　4:21
9. グッバイ・フーレイ "Goodbye Hooray"　3:52
10. ハピネス・ラヴズ・カンパニー "Happiness Loves Company"　3:33
11. ポリス・ステーション "Police Station"　5:35
12. イーヴン・ユー・ブルータス? "Even You Brutus?"　4:01
13. ミート・ミー・アット・ザ・コーナー "Meet Me at the Corner"　4:22
14. ダンス、ダンス、ダンス "Dance, Dance, Dance"　3:45

## シングルカット
レイン・ダンス・マギーの冒険 "The Adventures of Rain Dance Maggie"　2011 (US.38, UK.44)
1stシングル。PVは当初作られたものが「ボツ」になってしまい、急遽7月30日に作られたという。監督はマーク・クラスフェルド。
2011年8月に「ミュージック・ステーション」に出演し、この曲を演奏した（余談だが、2006年にも出演し、「ダニー・カリフォルニア」を演奏している）。
モナーキー・オブ・ローゼズ "Monarchy of Roses"　2011 (US Alt.4, CAN Alt.4)
2ndシングル。日本でもシングルカットされており、着メロも配信している。PV監督は「レイン・ダンス・マギーの冒険」に続いてマーク・クラスフェルド。
日産・エルグランドのCMに起用された。CM曲に起用されたのはバンド史上これが初であり、2013年現在、唯一のCM曲である。
ルック・アラウンド "Look Around"　2012
3rdシングル。PVにはアンソニーの長男であるエヴァリーも登場している。監督はロバート・ヘイルズ。
PVはメンバー4人がそれぞれの部屋でロックする様が次々と映し出されるという内容で、いつもの踊りを披露し、登場したエヴァリーを抱きかかえながら歌うシーンもあるアンソニー、ガールフレンドと盛り上がるフリー、シャワールームでドラムを叩きサンドバッグを打つチャド、そしてストールの上にランプだけを置いた部屋で静かに読書しながらギターを弾くジョシュの姿が、目まぐるしく回転するように映し出される。
ディド・アイ・レット・ユー・ノウ "Did I Let You Know"　2012
4thシングル。ブラジルのファンへの公募でシングル化が決まり、ブラジル限定でリリースされた。
PVは当初公式に発表されていなかったが、ブラジルのファンによって独自に制作されたものが後にバンドの目に留まり、事実上公認となった。
ブレンダンズ・デス・ソング "Brendan's Death Song"　2012
5thシングル。曲は、2009年に亡くなり、バンドがデビューするきっかけとなったロサンゼルスのパンク・ロッククラブのオーナー、ブレンダン・マレン氏に捧げたものである。PVは葬送行進がコンセプトになっている。